# Kurt Breucker
Kurt Breucker (* 25. November 1934 in Wuppertal) ist ein deutscher Jurist. 

## Leben
Er trat nach dem Studium der Rechtswissenschaften und der Promotion zum Dr. jur. 1963 in den Justizdienst in Baden-Württemberg ein. Zunächst war er als Staatsanwalt tätig. Danach wurde er Richter und arbeitete als Strafrichter beim Amtsgericht, beim Landgericht Stuttgart und bis 1996 beim Oberlandesgericht Stuttgart.
Er war von 1974 bis 1980 Richter im Staatsschutzsenat des Oberlandesgerichts Stuttgart. Unter dem Vorsitz von Theodor Prinzing, später von Eberhard Foth führte der Senat von Mai 1975 bis April 1977 den „Baader-Meinhof“-Prozess gegen Andreas Baader, Ulrike Meinhof, Gudrun Ensslin und Jan-Carl Raspe in Stuttgart-Stammheim. Verteidiger waren unter anderen Otto Schily und (zeitweise) Christian Ströbele.
Nach der Tätigkeit als Vorsitzender einer Großen Strafkammer war Breucker von 1989 bis 1996 Vorsitzender des Staatsschutzsenates am Oberlandesgericht Stuttgart und führte die Prozesse gegen die nach Untergang der SED-Diktatur in der DDR gefassten RAF-Terroristen Susanne Albrecht, Ralf Baptist Friedrich und Sigrid Sternebeck; weitere Terroristenprozesse galten den an der Schleyer-Entführung beteiligten Adelheid Schulz und Sieglinde Hofmann sowie Mitgliedern der PKK. Zuletzt war Breucker Präsident des Landgerichts Heilbronn.
Er ist Mitglied der Turnerschaft Hohenstaufia Tübingen.